# WASL
WASL (англ. Wiskott-Aldrich syndrome like) – білок, який кодується однойменним геном, розташованим у людей на короткому плечі 7-ї хромосоми. Довжина поліпептидного ланцюга білка становить 505 амінокислот, а молекулярна маса — 54 827.
| 10         |  | 20         |  | 30         |  | 40         |  | 50         |
| ---------- |  | ---------- |  | ---------- |  | ---------- |  | ---------- |
| MSSVQQQPPP |  | PRRVTNVGSL |  | LLTPQENESL |  | FTFLGKKCVT |  | MSSAVVQLYA |
| ADRNCMWSKK |  | CSGVACLVKD |  | NPQRSYFLRI |  | FDIKDGKLLW |  | EQELYNNFVY |
| NSPRGYFHTF |  | AGDTCQVALN |  | FANEEEAKKF |  | RKAVTDLLGR |  | RQRKSEKRRD |
| PPNGPNLPMA |  | TVDIKNPEIT |  | TNRFYGPQVN |  | NISHTKEKKK |  | GKAKKKRLTK |
| ADIGTPSNFQ |  | HIGHVGWDPN |  | TGFDLNNLDP |  | ELKNLFDMCG |  | ISEAQLKDRE |
| TSKVIYDFIE |  | KTGGVEAVKN |  | ELRRQAPPPP |  | PPSRGGPPPP |  | PPPPHNSGPP |
| PPPARGRGAP |  | PPPPSRAPTA |  | APPPPPPSRP |  | SVAVPPPPPN |  | RMYPPPPPAL |
| PSSAPSGPPP |  | PPPSVLGVGP |  | VAPPPPPPPP |  | PPPGPPPPPG |  | LPSDGDHQVP |
| TTAGNKAALL |  | DQIREGAQLK |  | KVEQNSRPVS |  | CSGRDALLDQ |  | IRQGIQLKSV |
| ADGQESTPPT |  | PAPTSGIVGA |  | LMEVMQKRSK |  | AIHSSDEDED |  | EDDEEDFEDD |
| DEWED      |  |            |  |            |  |            |  |            |

A: Аланін

C: Цистеїн

D: Аспарагінова кислота

E: Глутамінова кислота

F: Фенілаланін

G: Гліцин

H: Гістидин

I: Ізолейцин

K: Лізин

L: Лейцин

M: Метіонін

N: Аспарагін

P: Пролін

Q: Глутамін

R: Аргінін

S: Серин

T: Треонін

V: Валін

W: Триптофан

Кодований геном білок за функцією належить до фосфопротеїнів. 
Задіяний у таких біологічних процесах, як транскрипція, регуляція транскрипції, клітинний цикл, поділ клітини, мітоз, ацетилювання. 
Білок має сайт для зв'язування з молекулою актину. 
Локалізований у цитоплазмі, цитоскелеті, ядрі.